# Estissac
Estissac es una comuna francesa situada en el departamento de Aube, en la región de Gran Este.

## Demografía
| 1685 | 1740 | 1761 | 1757 | 1611 | 1724 | 1840 |
| Para los censos de 1962 a 1999 la población legal corresponde a la población sin duplicidades (Fuente: INSEE [Consultar]) |      |      |      |      |      |      |